# リチャード・エティーリ
リチャード・エティーリ（2003年12月12日 - ）は、ケニアの陸上競技選手。
東京国際大学駅伝部所属。専門種目は長距離走。5000m・10000m・ハーフマラソンの日本学生記録保持者。

## 人物
趣味はランニングである。
キャリアハイは東京国際大学駅伝部に入部できたこと。

## 経歴
ケニアのシル高校出身。
CHIMA JAPAN ACに所属して陸上競技を本格化させ、その後来日し日本を中心に活動を始める。

### 2022年
3月、ナイロビで行われた3rd AK Track And Field Weekend Meetingに出場し、初の公式レースにおいて5000ｍで14:17.33、3000mSCで8:46.84を記録する。

来日後の6月の日体大長距離記録会10000mに出走し、初めての10000mであったが27:35.07の好タイムを記録し組3位・総合3位に入る。

翌7月の伊勢崎市ナイター陸上競技記録会ではこちらも初めてとなる3000mに出走。
気温32℃以上の厳しいコンディションにも関わらず7:46.73の好タイムで組1位・総合1位を獲得。
2週間後の東海大学長距離競技会でも2度目となる5000mで自己ベスト (以下PB) を1分以上更新する13:15.93を記録するなど目覚ましい成長を遂げていく。

その後少し期間を開けて11月の日体大長距離記録会10000mに出走し、ここでもPB更新の27:27.51で組1位・総合1位を獲得。
その2週間後の日体大長距離記録会5000mで13:16.20を出すと、8日後の東海大学長距離競技会50000mでもわずかながらもPBを更新する13:15.87を記録するなどトップクラスの留学生・実業団ランナーとも渡り合う快走を連発する。

### 2023年
3月、東京国際大学入学前の調整といった形でADIDAS TOKYO CITY RUNの10kmロードをイエゴン・ヴィンセントと2人きりで走り28:26の同タイムながらも1位となる。

大学入学後の翌4月には金栗記念大会5000mの最終6組に出場。
最初の1周を66秒とスローペースで入りその後もペースが安定せずレースが進んでいく。
そのような展開の中でも先頭を引っ張る積極性を見せていき、ラスト1周まで9人残った先頭集団でのスパート勝負で勝ち切ることはできなかったが13:25.13の組3位・総合5位でデビュー戦を飾る。

2週間後の日体大長距離記録会10000mでPBを更新する27:06.88を記録。
これは武蔵野学院大学ワンジク・チャールズ・カマウが保有していた学生記録を約12秒更新すると同時にブダペスト世界陸上参加標準記録 (27:10.00) を突破するタイムであった。

続く5月のゴールデンゲームズinのべおか5000mでブダペスト世界陸上参加標準記録 (13:07.00) を超える設定タイムとしたB組に出場。
九電工のベナード・コエチと交互に引っ張り合うような形で進み、ハイペースを維持したまま1000m/2:36.39・2000m/5:13.79・3000m/7:50.56・4000m/10:28.14と通過していき12分台も狙えるレースとなっていく。
ラスト200mを切った辺りのコーナーで先頭に立ち、そのまま競り合いを制して組1位・総合1位を獲得する。
フィニッシュタイムの13:00.17はPB・大会記録・日本学生記録・参加標準記録突破に相当する好タイムであった。
2か月後の4月に初の代表を入りを目指して世界陸上ケニア代表選考会5000mに出場するものの13:26.76の6位に終わり代表の座を逃す。

9月には初の学生大会となる日本インカレ10000mに出場。
日の落ちた19時スタートでも気温30℃以上という酷暑の中でスローペースになるが、終始先頭集団でレースを進めていき最後まで余裕をもって走り切り28:15.75のタイムで初の学生タイトルを獲得する。

10月、初めてのハーフマラソンとなる第100回箱根駅伝予選会に出走。
序盤は順調に走り、5km地点では14:15のトップで通過するものの8km過ぎで転倒、その後は転倒の影響のためか徐々に先頭集団から離れていく。
最後まで粘りの走りを見せて1:02:11でチームトップの個人総合12位でまとめるが東京国際大学は13位と3秒差の14位で箱根駅伝の出場権を逃すこととなった。

11月、八王子ロングディスタンスで10000mに出走。
パリオリンピック参加標準記録 (27:00.00) に設定されたペーシングライトからは早々に遅れる形でレースを進めて行くが、最終的には組3位・総合3位ながらも27:15.53の好記録を出す。
その1週間後の日体大記録会5000mでも13:21.44と予選会転倒からの復調を感じさせるレースが続いた。

なお、この年の5000m及び10000mの記録によって日本学連より日本学生新記録章を受章している。

### 2024年
2024年最初のレースとして2月の香川丸亀国際ハーフマラソンに出走。
各地点通過タイムが5km/14:22・10km/28:24とスローペースであったため折り返し地点でも先頭集団に9人が残る展開となる。
しかし徐々にペースを上げていって昨年大会記録で優勝者したNDソフトのアレクサンダー・ムティソとのマッチレースとなる。
終盤まで並走を続けていたがスタジアム手前でスパートしたエティーリがムティソを引き離し59:32のタイムで優勝。
大会記録には及ばなかったが山梨学院大学のメクボ・ジョブ・モグスが2007年に記録した日本学生記録を17年ぶりに更新する好記録であった。
この記録により20kmの通過タイムである56:36も合わせてエティーリは5000m・10000m・20km・ハーフマラソンの4種目で日本学生記録保持者となった。
(20kmについてはIUAUJにおいては公認されているが、WA公認タイムではない)

約3週間後には初の5kmロードを13:58 (2位) で走るなどロードの出走経験を積んでいく。

4月、世田谷陸上競技会10000mでPMとして出走した後にドイツへと渡り、ヘルツォーゲンアウラハにあるアディダス本社にて行われたADIZERO: ROAD TO RECORDSの10kmの種目に出場。
27分切りを目指していた中で5km通過が13:40の先頭集団に付いていくが、徐々に後退していき優勝者から42秒差をつけられる27:47の13位と悔いの残る結果となった。

6月にはパリオリンピックケニア代表選考会の5000mに出走して13:36.81の9位と2度目となる代表挑戦も敗れる形となった。
その2週間後には伊勢崎市ナイター記録会で3000mを同日に2本走り8:02.71と8:05.42のタイムを記録する。

その後は箱根駅伝予選会までに記録会で2本トラック競技に出走する。
7月6日には日体大記録会5000mにて気温28.0℃・湿度82%のレース環境ながらも13:27.48 (組1位・総合1位)、気温24.1℃・湿度71%と少し気温の下がった9月28日の日体大記録会10000mでは27:22.32 (組2位・総合2位) を記録するなど徐々に調子を上げていった。

10月19日、自身2度目となる箱根駅伝予選会に出走。
10km地点までは順調に先頭集団でレースを進めるが腹痛を起こして徐々に後退し、15km地点で先頭と38秒差の8位と大きく後れる形となる。
最終的にはさらに3つ順位を落として個人総合11位、トップでゴールした日本大学のシャドラック・キップケメイから2分36秒差の1:03:35と前回と同じくチームトップではあるがタイムを稼げない走りとなった。
チーム自体は主将の楠木悠人が途中棄権するなどのアクシデントに遭いながらも総合8位で本線出場権を獲得する。
その後は前年に引き続き全日本大学駅伝には出走せずこれが2024年最後のレースとなった。

### 2025年
1月2日、自身初の駅伝となる第101回箱根駅伝の2区に出走。
先頭から1分48秒差の14位でタスキを受け取ると1.5kmで5人を抜いて9位、2.7km付近で10人を抜いて4位に浮上と快調に飛ばしていく。
7.6kmで駒澤大学の篠原倖太朗を捉えると並走する形で前を追っていき、横浜駅前の8.2km地点を区間記録から1秒遅れの22:43で通過、この時点で先頭との差を1分18秒まで詰める。
11.7kmで早稲田大学の山口智規を抜くと16km付近で並走していた篠原も徐々に引き離していく。
15.2km地点通過が42:53と区間記録から6秒差と若干遅れ始めるが、最後の坂で持ち直し最終的にはヴィンセントの記録を18秒更新する1:05:31の区間賞・区間新記録でタスキリレー。
12人を抜いて順位を2位まで押し上げ先頭との差を40秒まで詰める快走を初駅伝で見せる。

3月のニューヨークシティハーフマラソンに出走登録していたがこれを回避して4月のベルリンハーフマラソンに出走。
レースは序盤からペースメーカーを置き去りにして飛び出したGemechu Didaが独走する展開となり、エティーリはそれを追うようにレースを進めていく。
しかしながら5km地点で6秒、10km地点で19秒と徐々に離されてしまい優勝争いから脱落して2位争いとなる。
最終的には優勝したGemechu Didaからは47秒差をつけられたが秒差の争いを制してPB更新の59:30の好タイムで2位に入る。

翌5月には2年ぶりとなるゴールデンゲームズinのべおかで5000mのペースメーカーとして出走。
13:10.00のペーシングライトに合わせて先導していき、1000m/2:37.26・2000m/5:14.99・3000m/7:54.54と順調に走るが以降は少しライトから遅れる。
最後はペースメーカーながらも走り切ってPBに次ぐ13:11.90 (組4位・総合4位) の好タイムを記録する。
2週間後の5月18日、セイコーゴールデングランプリ3000mでもペースメーカーを務めて2000m/5:08の通過まで先導して途中棄権。

次週の5月24日に行われた全日本大学駅伝予選会10000mにて最終4組に出走。
序盤から先頭を積極的に引っ張り5000mを13:43で通過し、この時点で先頭集団はエティーリ、日本大学のシャドラック・キップケメイ、山梨学院大学のジェームス・ムトゥクの3名に絞られる。
そのまま3名での独走は終盤まで続いていき、残り1周手前でムトゥクが遅れたためキップケメイとの一騎打ちとなる。
ラストスパートでキップケメイを振り切ったエティーリはイエゴン・ヴィンセントの残した予選会最速記録の27:50.65を約23秒更新する27:27.55の好タイムで組1位・総合1位を獲得する。
しかしながら他の日本人選手が全体的に低調に終わりチームは15位と本選出場を逃すこととなった。

その2週間後の7月19日にはホクレン・ディスタンスチャレンジ網走大会の10000mに出走。
途中までは27:45.00のペーシングライトと並走するペースメーカーの後ろについていたが、4000m過ぎに先頭に出て独走態勢に入る。
5000m/13:44と比較的順調に走っていたが気温24.0℃・湿度100%という環境からかペースが上がらずにレースは進んでいく。
後続もペーシングライトから遅れていったためペースは上がらずとも最後まで独走状態のままフィニッシュし27:37.85のタイムで組1位・総合1位を獲得する。

## 記録

### 戦績
| 日付       | 大会名                                 | 区分   | 距離      | 種別           | タイム   | 順位   | 備考                     |        |
| ---------- | -------------------------------------- | ------ | --------- | -------------- | -------- | ------ | ------------------------ | ------ |
| 2022/03/04 | 3rd AK Track And Field Weekend Meeting |        | 5000m     | トラック       | 14:17.33 | 組4位  |                          |        |
| 2022/03/05 | 3rd AK Track And Field Weekend Meeting |        | 3000m     | トラックSC     | 8:46.84  | 3位    |                          |        |
| 2022/06/04 | 第296回 日体大長距離記録会             | 7組    | 10000m    | トラック       | 27:35.07 | 組3位  | 総合3位                  | [ 13 ] |
| 2022/07/02 | 伊勢崎市ナイター陸上競技記録会         | 10組   | 3000m     | トラック       | 7:46.73  | 組1位  | 総合1位                  | [ 14 ] |
| 2022/07/16 | 第213回 東海大学長距離競技会           | 5組    | 5000m     | トラック       | 13:15.93 | 組1位  | 総合1位                  | [ 15 ] |
| 2022/11/12 | 第300回 日体大長距離記録会             | 5組    | 10000m    | トラック       | 27:27.51 | 組1位  | 総合1位                  | [ 16 ] |
| 2022/11/26 | 第301回 日体大長距離記録会             | 26組   | 5000m     | トラック       | 13:16.20 | 組1位  | 総合1位                  | [ 17 ] |
| 2022/12/04 | 第215回 東海大学長距離競技会           | 14組   | 5000m     | トラック       | 13:15.87 | 組1位  | 総合1位                  | [ 18 ] |
| 2023/03/26 | ADIDAS TOKYO CITY RUN 2023             |        | 10km      | ロード         | 28:26    | 1位    |                          | [ 19 ] |
| 2023/04/08 | 第31回 金栗記念大会                    | 6組    | 5000m     | トラック       | 13:25.13 | 組3位  | 総合5位                  | [ 20 ] |
| 2023/04/22 | 第304回 日体大長距離記録会             | NCG1組 | 10000m    | トラック       | 27:06.88 | 組1位  | 総合1位・UR・QES (B)     | [ 21 ] |
| 2023/05/04 | 第34回 ゴールデンゲームズinのべおか    | B組    | 5000m     | トラック       | 13:00.17 | 組1位  | 総合1位・GR・UR・QES (B) | [ 22 ] |
| 2023/07/08 | ブダペスト世界陸上ケニア代表選考会     |        | 5000m     | トラック       | 13:26.76 | 6位    |                          | [ 23 ] |
| 2023/09/14 | 第92回 日本インカレ                    |        | 10000m    | トラック       | 28:15.75 | 1位    |                          | [ 24 ] |
| 2023/10/14 | 第100回 箱根駅伝予選会                 |        | 21.0975km | ハーフマラソン | 1:02:11  | 12位   |                          | [ 25 ] |
| 2023/11/25 | 八王子ロングディスタンス               | 7組    | 10000m    | トラック       | 27:15.53 | 組3位  | 総合3位                  | [ 26 ] |
| 2023/12/02 | 第311回 日体大長距離記録会             | NCG1組 | 5000m     | トラック       | 13:21.44 | 組2位  | 総合2位                  | [ 27 ] |
| 2024/02/04 | 第76回 香川丸亀国際ハーフマラソン      |        | 21.0975km | ハーフマラソン | 59:32    | 1位    | UR                       | [ 28 ] |
| 2024/02/23 | ADIDAS TOKYO CITY RUN 2024             |        | 5km       | ロード         | 13:58    | 2位    |                          | [ 29 ] |
| 2024/04/06 | 令和6年度 第1回 世田谷陸上競技会       | 2組    | 10000m    | トラック       | 28:02.26 | 組4位  | 総合4位・PM              | [ 30 ] |
| 2024/04/27 | ADIZERO: ROAD TO RECORDS 2024          |        | 10km      | ロード         | 27:47    | 13位   |                          | [ 31 ] |
| 2024/06/15 | パリオリンピックケニア代表選考会       |        | 5000m     | トラック       | 13:36.81 | 9位    |                          | [ 32 ] |
| 2024/06/29 | トライアルin伊勢崎市ナイター記録会     | 12組   | 3000m     | トラック       | 8:02.71  | 組1位  | 総合1位                  | [ 33 ] |
| 2024/06/29 | トライアルin伊勢崎市ナイター記録会     | 14組   | 3000m     | トラック       | 8:05.42  | 組1位  | 総合7位                  | [ 33 ] |
| 2024/07/06 | 第315回 日体大長距離記録会             | NCG1組 | 5000m     | トラック       | 13:27.48 | 組1位  | 総合1位                  | [ 34 ] |
| 2024/09/28 | 第316回 日体大長距離記録会             | NCG1組 | 10000m    | トラック       | 27:22.32 | 組2位  | 総合2位                  | [ 35 ] |
| 2024/10/19 | 第101回 箱根駅伝予選会                 |        | 21.0975km | ハーフマラソン | 1:03:35  | 11位   |                          | [ 36 ] |
| 2025/01/02 | 第101回 箱根駅伝                       | 2区    | 23.1km    | 駅伝           | 1:05:31  | 区間賞 | 区間新記録               | [ 37 ] |
| 2025/04/06 | ベルリンハーフマラソン                 |        | 21.0975km | ハーフマラソン | 59:30    | 2位    | UR                       | [ 38 ] |
| 2025/05/04 | 第36回 ゴールデンゲームズinのべおか    | B組    | 5000m     | トラック       | 13:11.90 | 組4位  | 総合4位・PM              | [ 39 ] |
| 2025/05/24 | 第57回 全日本大学駅伝予選会            | 4組    | 10000m    | トラック       | 27:27.55 | 組1位  | 総合1位・(GR)            | [ 40 ] |
| 2025/07/19 | ホクレンDC 網走大会                    | A組    | 10000m    | トラック       | 27:37.85 | 組1位  | 総合1位                  | [ 41 ] |

〇 基本はWAの選手ページ (Richard ETIR) を参照。

〇 タイムはWA・JAAF・JITA・IUAUJ等の共通公式表記。

〇 PM：Pacemaker。ペースメーカー。途中棄権 (DNF) したレースは記載せず。

〇 GR：Game Record。大会記録。順位が2位以下の場合は記載せず。

〇 UR：University Record。学生記録。本項では日本学生陸上競技連合が承認した日本学生記録。

〇 QES：Qualified by Entry Standard。世界陸上及びオリンピックの参加標準記録切りのタイム。

### 大学三大駅伝戦績
| 学年           | 出雲駅伝      | 全日本大学駅伝  | 箱根駅伝                                             |
| -------------- | ------------- | --------------- | ---------------------------------------------------- |
| 1年生 2023年度 | 第35回 不出場 | 第55回 出走なし | 第100回 不出場                                       |
| 2年生 2024年度 | 第36回 不出場 | 第56回 出走なし | 第101回 - 2区 - 23.1km 区間賞 - 1:05:31 (区間新記録) |

### 自己ベスト
| 種目           | タイム   | スコア | 日付       | 大会名                                 |
| -------------- | -------- | ------ | ---------- | -------------------------------------- |
| 3000ｍSC       | 8:46.84  | 1049   | 2022/03/05 | 3rd AK Track And Field Weekend Meeting |
| 3000ｍ         | 7:46.73  | 1135   | 2022/07/02 | 伊勢崎市ナイター陸上競技記録会         |
| 5000ｍ         | 13:00.17 | 1209   | 2023/05/04 | 第34回 ゴールデンゲームズinのべおか    |
| 10000ｍ        | 27:06.88 | 1215   | 2023/04/22 | 第304回 日体大長距離記録会             |
| 5km ロード     | 13:58    | 1006   | 2024/02/23 | ADIDAS TOKYO CITY RUN 2024             |
| 10km ロード    | 27:47    | 1152   | 2024/04/27 | ADIZERO: ROAD TO RECORDS 2024          |
| ハーフマラソン | 59:30    | 1206   | 2025/04/06 | ベルリンハーフマラソン                 |

〇 "3000m"の記録はWAの選手ページに記載無し。